# Tamina (Wrestlerin)
Sarona Snuka-Polamalu, besser bekannt unter ihrem Ringnamen Tamina (* 10. Januar 1978 in Vancouver, Washington), ist eine amerikanische Wrestlerin. Als Tochter der Wrestlinglegende Jimmy Snuka ist sie außerdem eine Wrestlerin der zweiten Generation. Sie steht derzeit bei der WWE unter Vertrag und tritt regelmäßig in deren Show Raw auf. Ihr bislang größter Erfolg ist der Gewinn der WWE Women’s Tag Team Championship.

## Wrestling-Karriere

### World Wrestling Entertainment (seit 2010)
Am 24. Mai 2010 debütierte Tamina zusammen mit The Usos. Es folgte eine Fehde zwischen dem Trio und der Hart-Dynastie. Am 21. Juni gab Tamina ihr Einzeldebüt gegen Natalya. Das Match endete ohne Ergebnis, nachdem The Nexus das Match unterbrochen hatte. In der Folge von Raw vom 6. Dezember begann Tamina eine Beziehung mit Marella.
Nachdem Tamina im Rahmen des Drafts 2011 zu SmackDown gewechselt war, gab sie ihr SmackDown-Debüt als Heel in der SmackDown-Folge vom 27. Mai und besiegte gemeinsam mit Alicia Fox das Team von AJ und Kaitlyn. Es folgte eine Fehde gegen Kaitlyn und Alicia Fox, welche sie jedoch nicht gewinnen konnte. Ende September 2013 kehrte Tamina zurück und übernahm die Rolle der Leibwächterin der damaligen Divas Championesse AJ Lee. Ende 2014 trennte sie sich von AJ.
Am 4. Juni 2014, elf Monate nach einer Operation, kehrte Tamina am 4. Mai 2015 in Raw zurück und verbündete sich mit Naomi, als die Bella Twins einen Angriff starteten. Tamina und Naomi besiegten die Bella Twins in einem Tag-Team-Match bei Payback. In der folgenden Nacht auf Raw mischte sich Tamina in Naomis Divas Championship Match gegen Nikki Bella ein und verursachte eine Disqualifikation. Nach dem Match kehrte Paige von einer Verletzung zurück und griff Tamina, Naomi und Nikki an. Ein folgendes Titelmatch konnte sie jedoch nicht für sich entscheiden. Das Team trennte sich nach einer Verletzung von Tamina.
Am 18. Februar 2017 kehrte Tamina in einem Tag-Team-Match bei einem SmackDown Live Event in den Ring zurück, in dem sie und Natalya gegen Alexa Bliss und Carmella siegreich waren. Tamina versuchte daraufhin mehrmals erfolglos, sich für die WWE SmackDown Women’s Championship zu qualifizieren.
In der Raw-Folge vom 15. Oktober 2018 kehrte Tamina nach neun Monaten Inaktivität aufgrund verschiedener Verletzungen überraschend zurück. Sie bildete mit Nia Jax ein Team. Am 7. April 2019 kämpften sie bei WrestleMania 35 in einem Fatal-Four-Way-Tag-Team-Match um die WWE Women’s Tag Team Championship, dieses Match konnten sie nicht gewinnen. Das Team löste sich auf, nachdem sich Jax eine Knieverletzung zugezogen hatte. Am 6. Oktober 2019 gewann Tamina den WWE 24/7 Championship von Carmella. Diesen verlor sie jedoch in derselben Nacht an R-Truth, nachdem sie einen Superkick von Carmella abbekommen hatte.
Als Teil des Drafts von 2019 wurde Tamina zu SmackDown gedraftet. Sie nahm am Royal Rumble Match der Frauen 2020 teil und hatte die Startnummer 14. Innerhalb weniger Sekunden wurde sie von Bianca Belair eliminiert. Am 10. Mai 2020 erhielt sie eine Chance auf die SmackDown Women’s Championship von Bayley, den Titel konnte sie jedoch nicht gewinnen.
Im Jahr 2021 gründete sie mit Natalya ein Tag Team. Am 14. Mai 2021 gewannen sie die WWE Women’s Tag Team Championship, hierfür besiegten sie Nia Jax und Shayna Baszler. Die Regentschaft hielt 129 Tage, sie verloren den Titel am 20. September 2021 an Nikki A.S.H. und Rhea Ripley. Am 4. Oktober 2021 wurde sie beim WWE Draft zu Raw gedraftet. Am 18. April 2022 gewann Tamina erneut die WWE 24/7 Championship, hierfür besiegte sie Reggie. Den Titel verlor sie jedoch wenige Sekunden später an Akira Tozawa. Am 30. Mai 2022 konnte sie erneut die WWE 24/7 Championship gewinnen, hierfür besiegte sie Dana Brooke. Den Titel verlor sie jedoch wenige Sekunden später an Akira Tozawa. Am 18. Juli 2022 gewann sie erneut den Titel, verlor diesen jedoch ebenfalls einige Sekunden später.

## Titel und Auszeichnungen
- World Wrestling Entertainment
  - WWE 24/7 Championship (9×)
  - WWE Women’s Tag Team Championship (1×) mit Natalya

- Sports Illustrated
  - Nummer 22 der Top 30 Wrestlerinnen in 2018

- Pro Wrestling Illustrated
  - Nummer 19 der Top 50 Wrestlerinnen in der PWI der Frauen in 2012

- Wrestling Observer Newsletter
  - Worst Feud of the Year (2015)
  - Worst Worked Match of the Year (2013)